# Nowy Gierałtów

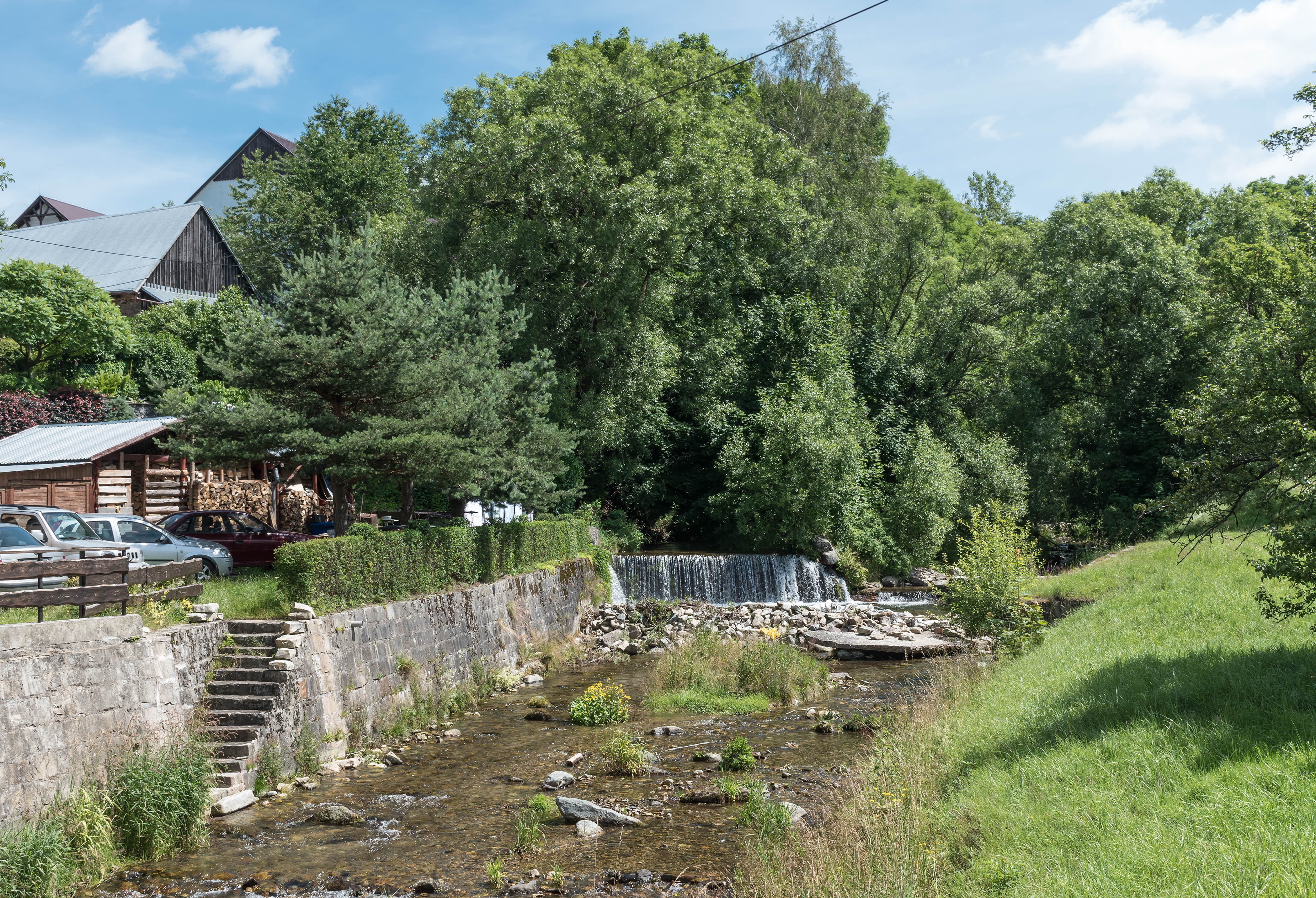
Biała Lądecka w Nowym Gierałtowie

Nowy Gierałtów (po 1945 Nowy Miłobądz, niem. Neu Gersdorf) – wieś w Polsce położona w województwie dolnośląskim, w powiecie kłodzkim, w gminie Stronie Śląskie.

## Położenie
Nowy Gierałtów to wieś łańcuchowa o długości około 4 km, położona jest w dolinie Białej Lądeckiej, pomiędzy Górami Złotymi a Bialskimi, we wschodniej części Ziemi Kłodzkiej, na wysokości około 570–660 m n.p.m.

## Podział administracyjny
W latach 1975–1998 miejscowość administracyjnie należała do województwa wałbrzyskiego.

## Historia
Nowy Gierałtów został założony w roku 1581 przez cesarskiego nadleśniczego Leonhardta von Veldhammera jako osada dla drwali. W roku 1619 wzniesiono tu zachowany do dzisiaj kościół. W 1684 roku Nowy Gierałtów został kupiony przez Michała von Althanna. W XVIII wieku wzrosła rola warstwy rzemieślniczej, rozwijał się także lokalny handel, przemysł na terenie wsi reprezentowały młyny i tartaki. W roku 1840 wieś należała do Marianny Orańskiej, były w niej wtedy: szkoła, tartak i dwa młyny wodne. Nowy Gierałtów był wtedy przystankiem dla turystów i kuracjuszy udających się do Puszczy Jaworowej.

Po 1945 roku wieś została zasiedlona ale w niewielkim stopniu co wynikało to z trudnych warunków glebowo-klimatycznych, z małej ilości gruntów rolnych oraz z upadku lokalnego przemysłu. W 1998 roku na terenie wsi funkcjonowało tylko 19 gospodarstw, a z pracy w rolnictwie utrzymywało się 21% populacji.

## Zabytki
Do wojewódzkiego rejestru zabytków wpisany jest:
- Kościół św. Jana Chrzciciela w Nowym Gierałtowie z 1619 r. Gruntownie przebudowany w roku 1715 i 1734. Stoi przy czerwonym szlaku turystycznym prowadzącym na Przełęcz Gierałtowską. Jest to budowla jednonawowa zakończona wielobocznym prezbiterium[7]. We wnętrzu zachowała się ambona z XVII wieku, chrzcielnica z początku XIX wieku i neobarokowy ołtarz z początku XX wieku, a także barokowe rzeźby[7].

## Szlaki turystyczne
Przez Nowy Gierałtów przechodzi  szlak turystyczny z Przełęczy Gierałtowskiej na Przełęcz Suchą.